# Institute for the Study of War
Het Institute for the Study of War (Nederlands: Amerikaans Oorlogsinstituut) is een Amerikaanse denktank op het gebied van defensie en buitenlandse politiek. Het ISW onderzoekt en analyseert langdurige militaire conflicten die ook op internationaal niveau impact hebben.

## Geschiedenis
Het ISW werd in 2007 opgericht door de militair historica Kimberly Kagan. De denktank richtte zich in eerste instantie vooral op de destijds vastgelopen Amerikaanse oorlogen in Irak en Afghanistan. Later publiceerde het ISW ook over de Syrische Burgeroorlog, waarbij meerdere leden zich kritisch uitlieten over de Amerikaanse regering, die volgens hen niet daadkrachtig genoeg optrad tegen president Bashar al-Assad.
Vanaf het begin van de Russische invasie van Oekraïne in 2022 bracht het ISW op dagelijkse basis verslag uit. Het ISW publiceert hiervan ook kaarten, die door veel Engelstalige nieuwsmedia (zoals Reuters, BBC, The Guardian en The Washington Post) worden overgenomen. Ook de Belgische en Nederlandse media putten uit de publicaties van ISW. Volgens defensiespecialist Roger Housen vertolkt het ISW het Westerse standpunt in het conflict.
Het Instituut werkt samen met het Critical Threats Project (CTP), een onderzoeksproject van het American Enterprise Institute.

## Bestuur
Tot de huidige bestuursleden behoren Kagan, Jack Keane, Kelly Craft, William Kristol, voormalig senator Joe Lieberman, Kevin Mandia, Jack D. McCarthy, Bruce Mosler, David Petraeus, Warren Phillips en William Roberti.
Het hoofdkantoor van ISW staat in Washington D.C.

## Financiering
Het ISW wordt gefinancierd door diverse bedrijven, waaronder General Dynamics, DynCorp en eerder Raytheon. Het instituut profileert zichzelf tegenwoordig als een non-profitorganisatie.